# Comèdia de clatellades
La comèdia de clatellades o comèdia de pallassades és un subgènere de la comèdia basat en accions de violència física de forma exagerada que tanmateix no arriben a provocar un dolor real, buscant sempre la farsa, la broma i un humor allunyat del sentit comú. Els seus gags són seqüències visuals que esdevenen bromes clàssiques, ja que es troben plenes d'impossibilitats físiques i girs inesperats, característiques pròpies dels acudits. Les seves produccions es basen en arguments senzills. Va ser un dels primers gèneres del cinema, des de la seva creació en l'última dècada del segle xix a França i principis del segle xx. Aviat, el seu humor cru es popularitzà en les produccions fílmiques i televisives nord-americanes.

## Història

### Època pre-Hollywood

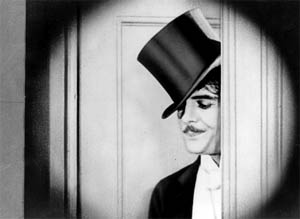
El mestre francès Max Linder

El terme es va encunyar als Estats Units als voltants de la dècada de 1910 però les claus del gènere van nàixer, de fet, a França, amb la primera pel·lícula de ficció realitzada pels germans Lumière El regador regat 1895, on ja podem veure una primitiva escena còmica, que es podria considerar com el primer gag mai rodat.
Tot i que ben aviat aparegueren còmics cinematogràfics locals arreu del planeta, fou a França on el gènere va afermar les bases que el farien popular, amb actors com els primitius Andrée Deed o Rigodin, fins al que s'ha considerat com el primer mestre davant i darrere la càmera, Max Linder, que dotà les seves pel·lícules d'una sofisticació humorística i visual trencadores per al seu temps, a més de crear un personatge ple de matisos, anant molt més enllà que els seus coetanis.

### Primerslapstickamericà

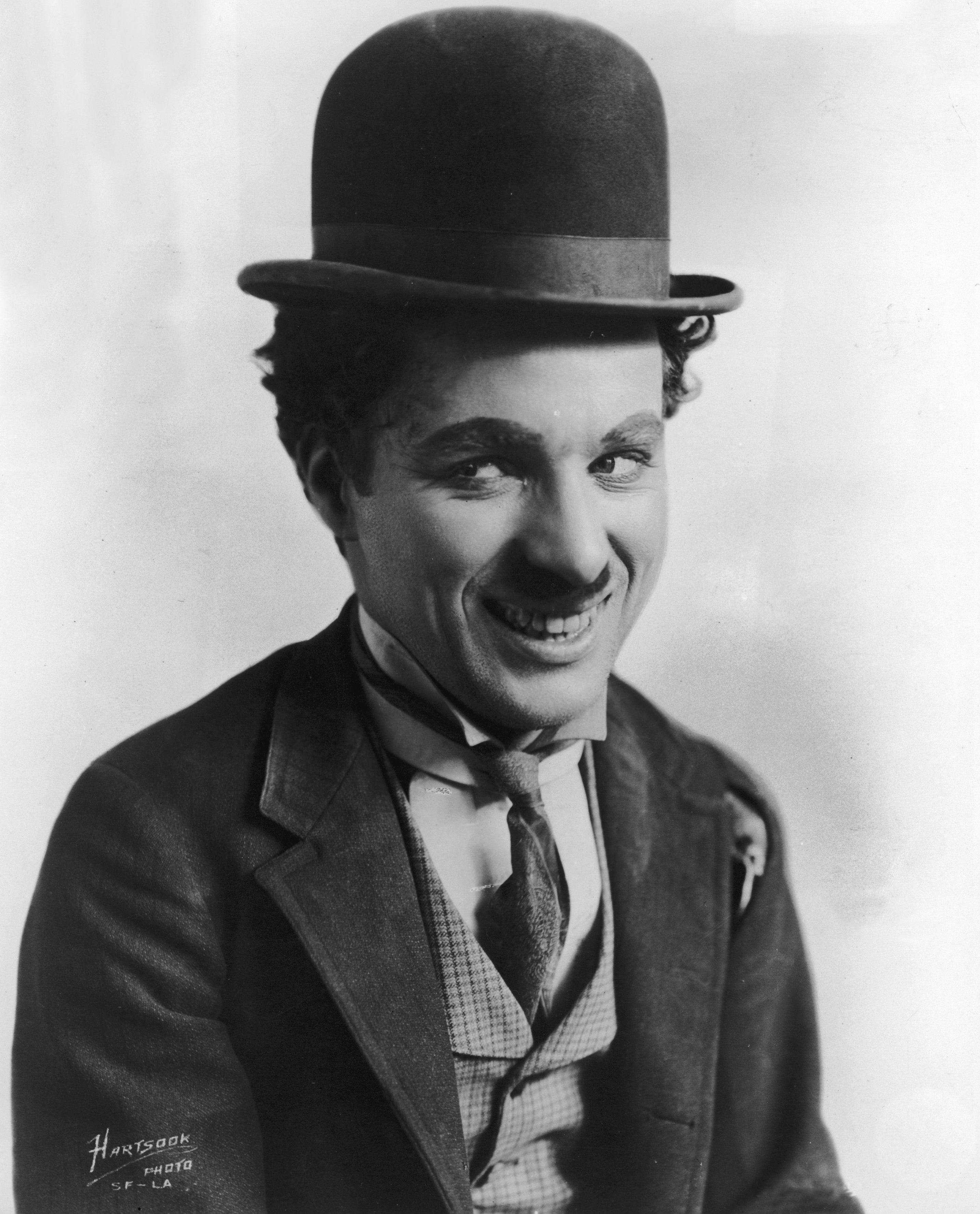
Charles Chaplin, el còmic més influent dels inicis

Als Estats Units, l'slapstick va tenir els seus pioners en les primeres produccions de Thomas Alva Edison, rodades per Edwin S. Porter i les produïdes per Sigmund Lubin però no fou fins a l'aparició de Mack Sennett, actor passat a la direcció i després a partir del 1911 a la producció de cinema còmic en massa, que el gènere adquirí ressò universal. La seva productora Keystone va ser mítica pel descobriment de figures humorístiques de fama universal com Charles Chaplin, Roscoe Arbuckle Fatty, Harry Langdon, Mabel Normand, Ben Turpin, entre molts d'altres i fins i tot algunes figures que posteriorment serien més remarcables com a estrelles dramàtiques, com la mítica Gloria Swanson. Els films produïts per Mack Sennett destacaven pel seu humor absurd i la velocitat desenfrenada del ritme narratiu; les persecucions embogides i les caigudes d'una violència de vertigen; tot plegat amanit amb una irreverent voluntat satírica. La Keystone va ser també la productora on van nàixer les dues institucions més importants del cinema còmic d'aquells temps: els Keystone Cops atabalat colla de maldestres policies i les Bathing Beauties grup de banyistes femenines que donaven les primeres mostres d'un innocent erotisme. Mack Sennett fou també qui va rodar el primer llargmetratge slapstick Tillie's Punctured Romance (1915), protagonitzat per Charles Chaplin i Marie Dressler.
Paral·lelament a Mack Sennett, el productor i director Hal Roach començà, des del 1912 a ser la competència directa de la Keystone, treballant amb un tipus d'humor molt més reposat però igualment irresistible. Alguns dels còmics importants descoberts per Hal Roach serien Harold Lloyd, la parella Stan Laurel i Oliver Hardy o Charley Chase, a més de donar la primera oportunitat a directors de la categoria de Leo McCarey.

### Maduresa del gènere
Al llarg de la dècada de 1920, molts d'aquests còmics es van independitzar i juntament amb l'aparició de talents més sofisticats com els de Buster Keaton o Raymond Griffith, l'slapstick arribà a la seva màxima perfecció, trobant el punt mitjà entre la sempre necessària espectacularitat destructiva i les troballes visuals més subtils, fins i tot poètiques. És també a aquesta època que els millors còmics i directors roden complexes llargmetratges slapstick.

### Arraconament i transformació
L'arribada del cinema sonor suposà la ràpida decadència del gènere, essent arraconat tant des del punt de vista comercial (l'slapstick seria reclòs a produccions moltíssim més barates i maldestres que a la dècada anterior) com artístic, car les troballes visuals van ser eclipsades per la urgent necessitat de l'humor verbal
Al llarg de tota l'etapa sonora, es podrien encara trobar alguns artistes que han excel·lit explorant nous camins, dintre de la tradició més pura dels clàssics americans dels cinema mut, com els francesos Jacques Tati i Pierre Êtaix o el nord-americà Jerry Lewis.
Tot i que l'slapstick com a gènere podria ser associat a un tipus de cinema que semblava només possible a les dues primeres dècades del Segle XX, podem trobar la seva empremta, amb una estètica molt més d'acord amb els temps actuals, a algunes de les produccions més avantguardistes dels mitjans audiovisuals, a infinitat de publicitat televisiva i fins a algunes escenes de les més prestigioses produccions cinematogràfiques.

### L'slapstick en l'animació
Entre els anys 1910 i 1940 el gènere de l'slapstick començà a aparèixer en curtmetratges d'animació, amb un tipus de violència extrema que no tenia unes conseqüències reals sobre els seus personatges. Alguns dels més populars que sorgiren durant la dècada dels 20 foren Popeye de Fleischer Studios i The Looney Tunes de la Warner Bros. L'animació permetia conduir aquests personatges ficticis en situacions exagerades de les quals sortien il·lesos i preparats per afrontar-ne d'altres. Durant els anys següents van aparèixer altres produccions d'animació com Tom i Jerry de la MGM o Les Supernenes elaborades per Craig McCraken el 1998. A nivell Europeu també s'aconseguiren produccions de gran èxit i audiència com Oggy i els penarols, creada pels estudis francesos Gaumont Films.
Les primeres animacions utilitzaven música o sons musicals per acompanyar les accions dels personatges i així transmetre un to exagerat i còmic, procés conegut com a Mickeymousing.
En els anys, el gènere de l'slapstick en l'aminació ha tendit a una major exageració i a un augment de la violència si se'l compara amb l'slapstick d'imatge real, fins al punt de falsar les conseqüències mortals que tindrien en la realitat. Alguns exemples serien situacions de violència armada (pistoles, martells...) o de conseqüències mortals (ser esclafat per un piano, un arbre, un tren...).

## Obres i autors destacats
És molt difícil de fer justícia a les millors obres de l'slapstick, doncs, tot i que el major nombre d'elles es concentren en un espai reduït de temps, també és cert que la quantitat de títols que d'alguna manera o altra han fet importants aportacions al gènere en són moltes. A excepció de les obres més pioneres ens hem centrat exclusivament al cinema americà, concs és on l'slapstick va assentar les seves bases, amb totes les seves variants.
En molts casos també, a diferència d'altres gèneres, l'actor còmic protagonista és, en la major part dels casos, el principal responsable creatiu dels films essent, molts d'ells, els principals gamens i directors de la major part de la seva obra com als casos de Max Linder, Charles Chaplin, Buster Keaton, Roscoe Arbuckle, Larry Seemon, Charley Bowers per citar alguns dels més destacats, o en molts d'altres són els productors, exercint un control ferri sobre el producte final, essent el cas més destacat el de Harold Lloyd. Això no vol dir que no hi existissin directors de prestigi, especialitzats a estar darrere les càmeres, com fou el cas de Frank Capra o Leo McCarey, que varen començar sent creadors molt actius i van ajudar a modelar les carreres d'excel·lents estrelles còmiques com Harry Langdon al primer i la parella còmica Stan Laurel i Oliver Hardy al segon.
De tota manera seria injust no esmentar alguns dels directors i gamen, absolutament oblidats, que varen col·laborar activament a la creació d'algunes de les obres mestres del gènere però que resten eclipsats pel nom de les seves estrelles.
A la part final hi ha un apartat dedicat a films no inscrits a l'època clàssica de l'slapstick americà i en la qual s'inclouen pel·lícules, ara si, d'arreu del món.
Pioners:
- El regador regat (1895) de Louis Lumièr i Auguste Lumière
- Meet Me at the Fountain (1905) de Sigmund Lubin
- Max es casa (1910) de Max Linder
- A House Divided (1910) de Alice Guy

Slapstick americà primitiu:
- Barney Oldfield's Race for a Life (1913) de Mack Sennett
- Tillie's Punctured Romance (1915) de Mack Sennett, amb Charles Chaplin i Marie Dressler
- La cura (1916) de Charles Chaplin
- L'immigrant (1917) de Charles Chaplin
- The Butcher boy (1917) de Roscoe Arbuckle
- Shoulder Arms (1918) de Charles Chaplin

Etapa clàssica:
- The Kid (1919) de Charles Chaplin
- From Hand to Mouth (1919) d'Alfred J. Goulding i Hal Roach, amb Harold Lloyd
- Una setmana (1920) de Buster Keaton i Eddie F. Cline
- Seven Years Bad Luck (1920) de Max Linder
- The Swamhill (1920) de Larry Seemon
- Never Weaken  (1921) de Fred Newmayer, amb Harold Lloyd
- Dia de paga (1922) de Charles Chaplin
- La mudança (1922) de Buster Keaton i Eddie F. Cline
- The Shriek of Araby (1923) de F. Richard Jones, amb Ben Turpin
- La llei de l'hospitalitat (1923) de Buster Keaton i John Blystone
- Safety Last! (1923) de Sam Taylor i Fred Newmayer, amb Harold Lloyd
- All Night Long (1924) de Harry Edwards, amb Harry Langdon
- All Wet(1924) de Leo Mc Carey, amb Charley Chase
- El modern Sherlock Holmes (1924) de Buster Keaton
- La quimera de l'or (1925) de Charles Chaplin
- Les set ocasions (1925) de Buster Keaton)
- L'estudiant novici (1925) de Sam Taylor i Fred Newmayer, amb Harold Lloyd
- Egged On (1926) Charley Bowers
- Hands Up!(1926) de Clarence Badger, amb Raymond Griffith
- Tramp, Tramp, Tramp (1926) de Harry Edwards, amb Harry Langdon
- El maquinista de la General (1926) de Buster Keaton i Clyde Bruckman
- Mighty Like a Moose  (1926) de Leo Mc Carey, amb Charley Chase
- El germanet (1927) de Ted Wilde, amb Harold Lloyd
- L'home canó (1927) de Frank Capra, amb Harry Langdon
- Elefants voladors (1927) de Leo Mc Carey, amb Stan Laurel i Oliver Hardy
- L'heroi del riu (1928) de Charles C. Riesner i Buster Keaton
- Two Tars (1928) de James Parrott, amb Stan Laurel i Oliver Hardy
- El Cameraman (1928) de Edward Sedgwick i Buster Keaton
- Big Business (1929) de Leo Mc Carey, amb Stan Laurel i Oliver Hardy
- City Lights (1931) de Charles Chaplin

Altres aportacions posteriors o produccions coetànies realitzades per autors no americans influïts per l'slapstick:
- El viatge imaginari (1925) de René Clair
- Els dos tímids (1929) de René Clair
- Dies de juventud (1929) de Yasuhiro Ozu
- Umarete wa mita keredo (1932) de Yasujiro Ozu
- Les vacances de Monsieur Hulot (1953) de Jacques Tatí
- Mon oncle (1958) de Jacques Tatí
- Ningú no és perfecte (1959) de Billy Wilder
- El pretendent (1962) de Pierre Êtaix